# Young Nowheres
Young Nowheres is een Amerikaanse dramafilm uit 1929 onder regie van Frank Lloyd. De film is wellicht zoekgeraakt.

## Verhaal
Albert Whalen werkt als liftbediende in een hotel. Hij komt in de problemen, wanneer hij samen met de kamermeid Annie Jackson betrapt wordt in de suite van mijnheer Cleaver. Hoewel ze gegronde redenen hadden om daar aanwezig te zijn, worden ze beschuldigd van inbraak.

## Rolverdeling
| Acteur              | Personage        |
| ------------------- | ---------------- |
| Richard Barthelmess | Albert Whalen    |
| Marian Nixon        | Annie Jackson    |
| Bert Roach          | Mijnheer Jesse   |
| Anders Randolf      | Mijnheer Cleaver |
| Ray Turner          | George           |
| Jocelyn Lee         | Kamermeid        |